# Кърджали
Вижте пояснителната страница за други значения на Кърджали.
Кърджали (на турски: Kırcaali; на гръцки: Κάρντζαλι) е град в Южна България. Той е център на област Кърджали и на община Кърджали. По данни на ГРАО към 15 юни 2024 г. в града живеят 52 419 души по настоящ адрес и 66 130 души по постоянен адрес. Намира се на 47 km от град Хасково, на 84 km от град Смолян, на 95 km от град Пловдив, на 111 km от град Стара Загора, на 243 km от София, на 78 km от Гюмюрджина и на 383 km от Истанбул.

## Етимология
Според езиковеда Борис Симеонов, името на града може да се изведе от старобългарската дума „кърчаг“ – кана, глинен/керамичен съд за течности, изработен на грънчарско колело – и сродна с думите „гърне“ и „грънец“. Така се образува топонимът Кърчаг-ли (Кърчаг-лий) със значение: Грънчари, Грънчарово. Една по-късна народна етимология свързва името на града с представата за поле, нива – кър. В речника на Стефан Младенов Кърджали се извежда от установеното през XVIII – XIX век „кърджалии“ – „поленци“, хора от полето (низината). Вероятно така се е подчертавала разликата между населението на горния, висок десен бряг на реката и населението на по-късния, разположен в низината град, близо до ниския ляв бряг. В речника на Найден Геров е отбелязано ,,Кѫрджѫлъ [съвр. произн. „кърджъл“] пр., неизм. – Т.; За чловѣкъ: побѣлѣлъ неколко...". Според някои предания градът е кръстен на османския военачалник Кърджа Али.

## География

### Местоположение
Кърджали е разположен в сърцето на Източнородопския планински масив, на двата бряга на река Арда. Най-близкият друг областен град е Хасково на приблизително 50 km разстояние, а на около 15 km от Кърджали е разположен древният скален град Перперек (наричан и Перперикон), обявен за паметник на недвижимото културно наследство от национално значение от 1968 г. През Кърджали минава паневропейският транспортен коридор 9 през прохода „Маказа“. Разстоянието от областния център до границата с Република Гърция при ГКПП Маказа - Нимфея е 54 km.
Градът се намира на 243 km от столицата София, на 95 km от Пловдив, на 376 km от Варна и на 260 km от Бургас.

### Административно деление
Град Кърджали включва кварталите Боровец, Байкал, Студен кладенец, Възрожденци, Веселчане, Гледка, Горна гледка, зоните Промишлена зона А, Промишлена зона Б, Източна промишлена зона, Промишлена зона Юг. Наблизо са селата Прилепци (№ 6 на плана на града), Резбарци, Петлино, Айрово, Опълченско, Пропаст, Сипей.
| Карта               | Наименования |
| ------------------- | --- |
| Деление на Кърджали | Квартали: 1. Боровец 2. Байкал 3. Център 4. Студен кладенец 5. Възрожденци 6. Прилепци 7. Веселчане 8. Гледка 9. Горна гледка Райони: 10. Крайбрежна зона и Парк „Арпезос-Север“ 11. Индустриална зона A 12. Индустриална зона Б 13. Източна индустриална зона 14. Южна Индустриална зона 15. Гробищен парк 16. Парк Простор 17. Парк Горубсо |

### Флора и фауна
Запазени са ценни естествени находища на вечнозеления тракийски дъб, бял бор, синя хвойна, пърнар. В ландшафта на областта могат да се срещнат някои от най-ценните дървесни и растителни видове, вписани в Червената книга на България.

### Климат
Климатът в района е континентално-средиземноморски, мек и влажен, с много слънчеви дни в годината. Зимата е сравнително мека – средните температури варират около 0 °С. Лятото е слънчево и горещо, максималните температури достигат до 40 °С. Най-продължителното слънчево греене в Кърджали се наблюдава през юни, юли и август.
| Климатични данни за Кърджали          | Климатични данни за Кърджали | Климатични данни за Кърджали | Климатични данни за Кърджали | Климатични данни за Кърджали | Климатични данни за Кърджали | Климатични данни за Кърджали | Климатични данни за Кърджали | Климатични данни за Кърджали | Климатични данни за Кърджали | Климатични данни за Кърджали | Климатични данни за Кърджали | Климатични данни за Кърджали | Климатични данни за Кърджали |
| Месеци                                | яну.                         | фев.                         | март                         | апр.                         | май                          | юни                          | юли                          | авг.                         | сеп.                         | окт.                         | ное.                         | дек.                         | Годишно                      |
| Абсолютни максимални температури (°C) | 21                           | 23                           | 29                           | 33                           | 36                           | 39                           | 43                           | 43                           | 38                           | 36                           | 29                           | 22                           | 43                           |
| Средни максимални температури (°C)    | 6                            | 9                            | 12                           | 18                           | 23                           | 27                           | 31                           | 31                           | 26                           | 20                           | 13                           | 8                            | 18,5                         |
| Средни температури (°C)               | 2                            | 4                            | 7                            | 12                           | 17                           | 21                           | 24                           | 24                           | 19                           | 13                           | 9                            | 4                            | 13                           |
| Средни минимални температури (°C)     | −2                           | 0                            | 2                            | 7                            | 11                           | 15                           | 17                           | 17                           | 13                           | 8                            | 5                            | 0                            | 7,4                          |
| Абсолютни минимални температури (°C)  | −26,5                        | −26,0                        | −15,1                        | −7,0                         | 0,0                          | 5                            | 6,7                          | 6,6                          | −1,4                         | −4,9                         | −12,0                        | −19,3                        | −26,5                        |
| Средни месечни валежи (mm)            | 52                           | 64                           | 53,8                         | 37                           | 72,1                         | 54,1                         | 39,4                         | 23,7                         | 55,5                         | 70,9                         | 56,7                         | 74,6                         | 653,8                        |
| Брой на дните с валежи                | 7                            | 3                            | 5                            | 7                            | 8                            | 6                            | 2                            | 1                            | 4                            | 6                            | 6                            | 10                           | 65                           |
| ------------------------------------- | ---------------------------- | ---------------------------- | ---------------------------- | ---------------------------- | ---------------------------- | ---------------------------- | ---------------------------- | ---------------------------- | ---------------------------- | ---------------------------- | ---------------------------- | ---------------------------- | ---------------------------- |
| Източник:                             |                              |                              |                              |                              |                              |                              |                              |                              |                              |                              |                              |                              |                              |

### Води
През града протича река Арда. Водосборният басейн обхваща 5795 km². Край реката са изградени 3 язовира: „Кърджали“, „Студен кладенец“, Боровица.

### Почви
В землището край града почвите са предимно канелени горски.

### Полезни изкопаеми
Огромни залежи от оловно-цинкови руди, бентонит, перлит, зеолит, азбест, скъпоценни и полускъпоценни минерали, злато. В общината се намират значителни по размери находища на нерудни изкопаеми: бентонит, зеолит, трас, фелдшпат, слюда, варовик, пясък, чакъл и др.

### Други
Носът Кърджали на остров Ливингстън, Южни Шетландски острови е наименуван на град Кърджали на 23 ноември 2009 г.

## История

### Възникване
Смята се, че първите жители на тези места са били предшественици на траките. Недалеч е забележителният древен скален град светилище Перперек (Перперикон). През Средновековието на мястото на днешния Кърджали има град в областта Ахрида (Източните Родопи), за който се приема, че е епископски християнски център. Основите му се отнасят към IV – I в. пр. Хр.

### Ранно и развито средновековие
По времето на хан Пресиян към 847 г. районът влиза в пределите на българската държава. За първообраз на Кърджали се приема съществувалото през IX – XIV век на територията на днешния град селище и крепостта Вишеград (наричан и Горна крепост) до квартал Горна гледка над язовир „Студен кладенец“. Крепостта е охранявала разклонение на пътя от Адрианопол до Филипопол към вътрешността на Родопите по долината на река Върбица. Добре защитената цитадела с наблюдателни, отбранителни и жилищни функции е възможно да е използвана и от управителя на средновековната област Ахрида. Запазените ѝ стени са високи до 8 m. Тя е в пряка визуална връзка с близката Шеста крепост на хълма отсреща, високо над левия бряг на Арда (586,7 м). От своя страна тя понякога бива отъждествявана с познатата от исторически източници крепост Мъняк /Моняк (Moniac), където е имало лагер на Анри Фландърски, брат на Балдуин I, регент на Романя – Латинската империя. Вероятно още в крепостта Мъняк/Моняк през август 1206 г., поради потвърдената смърт на Балдуин I в Търново, е посочен Анри да наследи на трона Балдуин I и да стане вторият император на Латинската империя. По-нагоре по течението, на десния бряг на Арда се откроява и забележителният раннохристиянски манастир „Свети Йоан Предтеча“, основан през Късната античност и развит през IX – XIV век, когато манастирската крепост е възможно да е станала и епископско средище. Обширното средновековно гробище в пределите на манастира и извън него е възможно да е предшествало строителството на Кърджалийския манастир. По своя характер то е обичайно градско гробище на много поколения и възрасти с различно социално положение и вероятно е обслужвало късноантичен и средновековен град с още по-старинни корени на високия десен бряг на Арда, близо до черковния комплекс. Поради важното си стратегическо и стопанско значение Източните Родопи са били непрекъснато подлагани на вражески нашествия. Цар Калоян към 1199 г. освобождава областта от ромейско владичество и тя става един от изходните райони в походите на българите срещу превзелите Константинопол латински военни сили. В края на XII век цялата област на река Арда е в пределите на българската държава и под контрола на цар Калоян. Не е установен точният отзвук от битките на рицарите от Четвърти кръстоносен поход, както и от действията на владетелите и бароните на Романя – Латинската империя. Съгласно пестеливия разказ на Жофроа дьо Вилардуен, на 4 септември 1207 година латинският крал на Солун Бонифаций Монфератски, по препоръка от местните гърци от околностите на Мосинопол (дн. Гюмюрджина), навлиза с малка конница на цял ден път в планината откъм юг над града. Местните български защитници устройват засада и побеждават латинските рицари по пътя им обратно, а главата на Бонифаций е изпратена на цар Калоян. След убийството на цар Калоян под стените на Солун (октомври 1207 година) областта се управлява от деспот Слав, а при цар Иван Асен II е отново централно подчинена. След 1246 г., когато умира цар Калиман I Асен, Византия установява кратковременен контрол, но в 1254 година цар Михаил II Асен отхвърля ромеите. Летописецът Георги Акрополит пише: „Жителите, които бяха българи, се отърваваха от ярема на чуждоезичните и преминаваха към своите.“ После ромеите отново се връщат, при цар Константин Асен – Тих районът отново е в България, после пак ромейски, a цар Иван Александър възстановява контрола си в областта в 1343 г. В XIV век защитник на местното население от постоянно враждуващите български и ромейски феодали е възпетият от народа Момчил войвода, който владее земите до Бяло море. Неговото име е свързано и с първата съпротива на българите родопчани срещу нашествието на нахлуващите от Мала Азия турски орди.

### Под османска власт
През 1370 – 1371 г. родопчани водят битки, за да възпрат завоевателните набези на османските турци на Мурад I. Българските крепости в региона падат под напора на османското нашествие. За наличие на селище до старата крепост Вишеград за първи път през владичеството се споменава през 1607 г. в османотурски регистър, според който то е поделено между двама владетели в два тимара. Два и половина века по-късно, през 1847 г. Огюст Викенел, френски изследовател и пътешественик, проучвал Източните Родопи, отбелязва: „Кърджали. Малко село с джамия, населено с българи християни и мохамедани“. За селището няма точни документи за събитията в периода 1813 – 1878 г. Надали е възможно името на тогавашното малко село да се дължи на шайките полски разбойници „кърджалии“, чиито масови набези особено се разпространили около 50 години преди това в края на XVIII и началото на XIX век във вече западналата и попаднала тогава във фактически безвластие Османска империя. Легендарната версия, разпространявана сред мюсюлманите в днешния град под средновековната крепост Вишеград, че той дължи името си на митичния османски пълководец Кърджа Али от Бухара, завоювал тези места в XIV век и който след години на военни подвизи станал проповедник, а след смъртта му в началото на XV век последователите му възстановили едно от разрушените селища в близост до неговия гроб, е опровергана не само от историческите документи и подробните османски данъчни регистри, които след обезлюдяването на Вишеград в XIV век цели 230 години не споменават никакво селище тук след нашествието, но фикцията на ориенталската приказка е отхвърлена по безспорен начин след направените проучвания, когато гробът е отворен от учени археолози през 20-те години на XX век и се оказва празен фалшив гроб без погребение.

### След Освобождението
На 3 януари 1878 г. районът е освободен от отряда на руския генерал-майор Григорий Фьодорович Чернозубов. Войските на освободителите пренощуват на северната страна на река Арда, където сега е разположен пазарът и на следващия ден минават реката, установяват контрол и от южната страна и с бърз марш без нито един изстрел освобождават и Момчилград, където генералът получава съобщението за подписаното в Одрин примирие. Със Санстефанския договор Кърджали е в границите на България. Берлинският договор поставя града в пределите на автономната българска област Източна Румелия. През 1886 г., с Топханенския акт, попада в санджак Гюмюрджина под пряката власт на османския султан като компенсация за Съединението между Княжество България и Източна Румелия. През Балканската война след победата на българската войска в станалата край него битка при Кърджали на 21 октомври (8 октомври стар стил) 1912 г. градът е освободен от Хасковския отряд и окончателно остава в България. В центъра е издигнат паметник на освободителите в памет на героите, загинали за присъединяването на града към България, открит в 1939 г. На откриването присъстват съпругата и сина на ген. Васил Делов – освободителя на Кърджали, успял да опази града незасегнат от военните действия. На генерала също е издигнат паметник в града. Кърджали е обявен за град в началото на XX век. Още от времето на османската власт търговията с тютюн е основен отрасъл за града.
През 1934 г. град Кърджали е обявен за околийски общински център.

### През социализма
С новото административното деление, прокарано от режима на Тодор Живков в 1959 г. градът става окръжен център. Развиват се леката промишленост, машиностроенето и цветната металургия със структуроопределящия „Оловно-цинков комбинат“, открит през 1955 г. Построен и оборудван по проект на съветската фирма „Гипроцветмет", комбинатът произвежда цинк, олово и сярна киселина и поставя началото на цветната металургия в България. През 1957 г. започва извличането на сребро и злато под формата на метал „доре". През май 1958 г. са добити първите килограми бисмут с чистота над 90 процента. През годините производството се разширява с цинков сулфат, бисмут, кадмий, натриев бисулфит, цинкови сплави, преработка на амортизирани акумулаторни батерии, оловно-антимонови сплави, селенови и калциеви сплави за акумулаторната промишленост. Има и завод за бентонит.
Градът става културен център – открити са ДКТ „Димитър Димов“, Регионален исторически музей, Дом на културата и др. Художествената галерия „Станка Димитрова“ – Кърджали е основана през 1961 г., но се обособява като самостоятелна галерия през 1967 г. Разполага с едни от най-богатите и интересни сбирки в България – ценни колекции от икони и възрожденски щампи, живопис, графика и скулптура. Представени са творбите на: Владимир Димитров – Майстора, Светлин Русев, Дечко Узунов, В. Дечева, Кирил Цонев и много други. В 1987 г. окръзите са закрити и градът минава към област Хасково.

### След 1989 година
От 1999 г. Кърджали е областен град. Той е най-големият административен, промишлен, търговски и културен център на Източните Родопи. В 2012 г. Оловно-цинковият комбинат е затворен заради дългове – металургичното предприятие преди това е продадено на „Интертръст холдинг“ и заради тежките задължения към банките кредитори в 2012 г. стига до публична разпродажба. „Горубсо-Кърджали“ и някои предприятия в града поемат малка част от уволнените работници.
Кърджали е домакин на Международния фестивал на изкуствата „Перперикон“, на Националния конкурс за детска литература „Петя Караколева“, ежегодно се провежда културна седмица, посветена на празника на град Кърджали.
На 29 октомври 2003 г. на централния площад на града пред Общината е открит внушителен 6-метров паметник на Васил Левски със забележителна експресивност и художествена стойност. Автор на идеята за паметника е проф. Константин Денев. За градежа, завършил за по-малко от месец, са използвани петтонни каменни блокове.

## Население
Броят на населението според преброяванията през годините:
- 1887 – 650 души
- 1910 – 2 500 души

| \| Година на преброяване \| Численост \| \| --------------------- \| --------- \| \| 1934 \| 9075 \| \| 1946 \| 12 069 \| \| 1956 \| 23 243 \| \| 1965 \| 35 541 \| \| 1975 \| 48 505 \| \| 1985 \| 55 112 \| \| 1992 \| 45 793 \| \| 2001 \| 45 659 \| \| 2011 \| 43 880 \| \| 2019 \| 43 600 \| \| 2021 \| 40 659 \| |           |
| Година на преброяване | Численост |
| 1934 | 9075      |
| 1946 | 12 069    |
| 1956 | 23 243    |
| 1965 | 35 541    |
| 1975 | 48 505    |
| 1985 | 55 112    |
| 1992 | 45 793    |
| 2001 | 45 659    |
| 2011 | 43 880    |
| 2019 | 43 600    |
| 2021 | 40 659    |

### Религия и етнически състав
През Средновековието Източните Родопи са наричани област Ахрида. Тогава тукашният Кърджалийски манастир – укрепен с крепостна стена и кули раннохристиянски комплекс с черква „Свети Йоан Предтеча“ е средище на значима средновековна християнска епархия. Той е в списъка на 100-те национални туристически обекта. Ансамбълът води началото си от VI – VII век. На това място още по-рано е бил развит обширен некропол. В най-близкото до река Арда възвишение е изградена гробнична сакрална сграда. Впоследствие на този терен са били изграждани както църкви, така и други сгради с битово и обществено предназначение, както сочат разкопките, направени от учените. Издигната е силна крепостна стена с правоъгълни кули. Били са изградени голяма църква, параклис, обществена сграда на брега на реката, представителна сграда, манастирска трапезария, монашеска баня и други. В центъра на манастирския комплекс в църквата са открити запазени уникални стенописи. Те достигат близо 4 m височина. В наши дни обаче са останали много малко от сградите на големия манастирски комплекс. Една от петте открити гробници на това място се оказва, че е на висш християнски духовник от периода XII – XIII век. Тя е била плътно затворена. Когато изследователите я отварят, намират мощите на този духовник, който не може да се изключи да е дори патриарх Евтимий Търновски, но това е само една възможна хипотеза. Целият манастирски комплекс с голямата църква са обявени за паметници на културата от национално значение.
Храмът „Св. Георги Победоносец“ е издигнат в началото на XX век, разположен е в центъра на града. Той е трикорабна, кръстокуполна църква, която има вградена камбанария. Сградата е паметник на културата от местно значение.
Православното духовно средище „Успение Богородично“ е изградено по инициатива на отец Боян Саръев. (Отец Боян Саръев разказва за съновидение, което получава от Божията майка – тя му дава наставление да изгради на това място (квартал Гледка) православно духовно средище във връзка с двехилядната годишнина от рождението на Иисус Христос). Така на 17 август 2000 година започва подготовката за изграждането на бъдещия духовен център, който е осветен тържествено през 2003 година от митрополит Арсений. В него се съхраняват частици от светия Кръст Господен, които са открити в един от кръстовете реликвариуми от открития стар архиепископски център в Перперек (наричан и Перперикон). Агиазмото „Живоприемни източник“ е изграден в двора на храма. За него се вярва, че Божията майка е споделила, че много хора ще намират там изцеление.
От християнските вероизповедания доминира Българската православна църква. Други представители на християнството са протестантските Евангелска петдесятна църква и Българска божия църква. Заявилите се в града за турци от гражданите, българите мюсюлмани, както и част от циганите изповядват ислям. В миналото е имало и еврейска общност.
В цялата област на преброяването в 2011 г. за турци се заявяват 66,15 %, българите са 30,22 %, не се определят – 2,01% и цигани – 0,99 %. Към 8% от хората не се определят като обвързани с някаква религия.
Българите християни в областта са около ⅔ от всички българи в нея.
За общината състояща се от града, където е 64,87% от населението, и още други 117 селища, данните са: за турците се заявяват 55,5 %, българите са 40,5%, не се определят – 1,92%, циганите са 1,69% и други 0,38 %.
В самия град Кърджали обаче българите са 61,02%, заявилите се за турци са 34,9%, не се определят – 2,17%, циганите са 1,33% и други 0,56%.
| Етнически групи     | 2011   | 2011   | 2021   | 2021   |
| Етнически групи     | Брой   | %      | Брой   | %      |
| ------------------- | ------ | ------ | ------ | ------ |
| Българи             | 23,737 | 54.1%  | 20,871 | 51.3%  |
| Турци               | 13,578 | 30.9%  | 13,646 | 33.6%  |
| Роми                | 517    | 1.2%   | 295    | 0.7%   |
| Други               | 218    | 0.5%   | 194    | 0.4%   |
| Не се самоопределят | 845    | 1.9%   | 145    | 0.4%   |
| Неотговорили        | 4,985  | 11.4%  | 5,508  | 13.5%  |
| Общо                | 43,880 | 43,880 | 40,659 | 40,659 |

## Политика

### Кмет
- Петко Калчев (1959 – 1974)
- Димитър Милев (1974 – 1981)
- Милчо Милчев (1983 – 1984)
- Тодор Запрянов (1985 – 1989)
- Милан Йорданов Миланов (1990 – 1991)
- Исмет Яшаров Саралийски (1991 – 1995)
- Расим Муса Сеидахмед (1995 – 1999)
- Румен Димитров Иванов (1999 – 2003)
- Хасан Азис Исмаил (2003 – 2023)
- Ерол Мюмюн (2023 – )

### Общински съвет
Председател на Общинския съвет, Кърджали:
Сейфи Азис Неджиб (ДПС) (1996 – 2012),
Раиф Мустафа (ДПС) (2012 – )

### Побратимени градове
Кърджали е побратимен град или има сътрудничество с:
- Гюмюрджина, Гърция (октомври 1997)
- Ийст Стафордшир, Великобритания (8 ноември 2001)
- Елхарт, САЩ[25] (25 май 2002)
- Филипи, Гърция (май 2002)
- Софлу, Гърция (април 2003)
- Родосто, Турция (декември 2003)
- Владикавказ, Русия (април 1962)
- Владимир, Русия (21 октомври 2004 г.)
- Газиосманпаша, Турция

## Икономика

### Характеристика
Кърджали е икономически най-развитият град в Източните Родопи. Близо до него са разположени язовир Кърджали и ВЕЦ Кърджали. В града са открити магазини от веригите „Техномаркет“, „Лидл“, „Билла“, „Кауфланд“ и „Технополис“. Изграден е нов и модерен пазар на производителите, разположен на 23 дка площ, с общата стойност на инвестицията 8 590 790 лв. (без ДДС).
В града е седалището и основната производствена и развойна база на „Теклас – България“ – най-големият производител на изделия от каучук и пластмаса в България.

### Транспорт
Вътрешните и международни връзки на региона се осъществяват по автомобилни магистрали и пътища и жп линии. Съществува и оборудвана летищна площадка.

### Медии

#### Новинарски
- Нов Живот
- 24 Родопи
- Арда Нюз
- Кърджали Хабер
- Кърджали БГ Вести
- Кърджали Прес Архив на оригинала от 2019-02-25 в Wayback Machine.
- Кърджали Нюз Архив на оригинала от 2015-03-21 в Wayback Machine.
- Кърджали Инфо
- Дарик Кърджали
- Кърджали ЕУ Архив на оригинала от 2015-08-01 в Wayback Machine.

#### Радио
На 9 май 2016 г. е открита деветата регионална радиостанция на БНР Радио „Кърджали – Гласът на Родопите“ със седалище в Кърджали на адрес бул. „България“ 74, ет. 3.
В Кърджали ефирно се приемат следните радиостанции на ултракъси вълни:
| Честота, MHz | Радиостанция                        |
| ------------ | ----------------------------------- |
| 90.0         | Радио Кърджали – Гласът на Родопите |
| 90.5         | Радио Фреш                          |
| 93.2         | Дарик Радио                         |
| 94.0         | Радио 1                             |
| 97.1         | Радио Веселина                      |
| 98.8         | bTV Радио                           |
| 99.2         | Програма Христо Ботев – БНР         |
| 101.3        | Радио NovaNews                      |
| 102.8        | Радио Фокус                         |
| 103.6        | България он Ер                      |
| 105.0        | Програма Хоризонт – БНР             |
| 106.5        | Радио Витоша                        |
| 107.5        | Радио The Voice                     |

Общинското Радио Кърджали се разпространява по кабелна мрежа.

#### Телевизия
В Кърджали ефирно се приемат следните телевизионни програми:
| канал 26 | канал 42        | канал 45 |
| -------- | --------------- | -------- |
|          | bTV             |          |
|          | Нова Телевизия  |          |
|          | БНТ 1           |          |
|          | БНТ 2           |          |
|          | БНТ 3           |          |
|          | Bulgaria on Air |          |

До 2013 година в града ефирно излъчва Телевизия Родопи.

## Образование и наука

### Висши училища
- Филиал – Кърджали на МГУ „Св. Иван Рилски“, София
- Филиал ”Любен Каравелов” на ПУ „Паисий Хилендарски“
- Сдружение „Академия БГ“ към ВУ „Земеделски колеж“, Пловдив

### Училища
- Езикова гимназия „Христо Ботев“
- СУ „Отец Паисий“
- ПГИ „Алеко Константинов“
- СУ „Владимир Димитров-Майстора“
- СУ „Свети Климент Охридски“
- СУ „П. Р. Славейков“
- СУ „Йордан Йовков“
- ПГ по Туризъм „Проф. д-р Асен Златаров“
- ПГ по Облекло и Дизайн „Евридика“
- ПГ по Еелектротехника и Електроника „Кап. Петко войвода“
- ПГ по Строителство „Христо Смирненски“
- ПГ „Васил Левски“
- ОУ „Св. св. Кирил и Методий“
- ОУ „Васил Левски“

### Обсерватории
- Астрономическа обсерватория „Славей Златев“

## Здравеопазване

### Многопрофилна болница за активно лечение „Д-р Атанас Дафовски“ гр. Кърджали
Лечебното заведение е създадено през 1932 година. Първи изпълнителен директор е д-р Димо Чолаков.

## Култура и развлечение

### Театри
- Драматично-куклен театър „Димитър Димов“ със сцена „Кадрие Лятифова“

### Музеи и галерии
Регионалният исторически музей в Кърджали е един от най-големите и забележителни музеи в България. Негов проектант е един от най-видните руски архитекти на епохата – проф. Александър Померанцев ректор на Художествената академия в Санкт Петербург, член на Руската академия на изкуствата и на руското научно археологическо общество, той работи и в Цариград и е създател на най-забележителния паметник на освободената от османска власт България – катедралата Храм-паметник „Свети Александър Невски“ в София, на сецесионския комплекс на Червения площад в Москва „Верхние торговые ряды“, известен по-късно като ГУМ, на гарите по московската околовръстна жп линия, градската дума на Ростов на Дон, църкви и други забележителни сгради. Както повечето музейни сгради в България и за тази първоначалният замисъл е бил различен, общината към 1921 г. има идея там да се устрои светска турска езикова гимназия и така е записана в градоустройствения план от 1922 г., но сградата никога не е изпълнявала такава функция. Арх. Померанцев, е майстор на архитектурните стилове романтизъм и еклектика съчетани с принципите на най-актуалния тогава в Европа стил модерн, което отразяват неговите творби, от една страна – композиционна пищност при изобилие и шлифоване на декора, от друга – грандиозност и размах, разработка на нови конструкции и нови типове планировка, влечение към големи размери и крупен мащаб, от трета – великолепно познаване и съчетание на класическите и различни екзотични стилове. Под въздействието на първоначалната идея и творческите си виждания, той проектира сградата с нетипични за района, с несецесионни на пръв поглед, романтични пластични архитектурни решения, архитектът интерпретира много елементи от модерното тогава в Европа мароканско, арабско и добре познатото му средноазиатско архитектурно изкуство, подобно на мавританските колони, които поставя в интериора на проектираната от него църква „Св. Димитър Солунски“ в с. Берьозовка, Липецка област, в Кърджали доминиращи във фасадата на музея са мароканските арки и детайли, напомнящи архитектурата, не на Балканите и Турция, а на Средна Азия и далечния арабски свят. Финансирането на строежа на сградата на музея е от местната община, извършен е в периода 1922 – 1930 г. предимно от майстори от града и околността.
Поради уникалната си архитектура, сградата е обявена за паметник на културата от национално значение. Музеят е открит в 1965 г. В него се съхраняват находките от Перперикон и Татул, ранно неолитните селища в гр. Кърджали и Крумовград (5900 – 5700 г. пр. Хр.) с вероятно най-ранната „павирана улица“ – застлана с речни и ломени камъни, една от най-впечатляващите находки от тези селища – малка свастика, изящно направена от зелен нефрит, уникална и поради факта че на Балканите няма находища на такъв нефрит и не е изключено дори суровината ѝ да е внесена от Китай, забележителни са бронзовите брадви (XV – XIII век пр. Хр.), бронзова пластика (статуетки на тракийски конник, III век), сребърни и златни накити, стъклени, бронзови и керамични съдове от римската епоха; богати колекции от луксозна керамика, нагръдни и литургични кръстове, различни паметници, оръжия и златни, сребърни и медни монети, от Средновековието и мн. др. Етническата пъстрота на региона е показана чрез традиционни облекла, тъкани, накити; художествената обработка на метал, дърво, глина; празниците с тяхната обредност и символика. Експозицията на музея представя уникалната история на този български край – Източните Родопи от 5900 г. пр. Хр. до съвременността, след основно обновяване на сградата тя е открита в 1987 година, разположена е на 1800 квадратни метра и е разделена на три секции – отдел „Археология и история“, отдел „Етнография“ и отдел „Минералология и Природа“, представени в 30 зали и обширен открит лапидариум. За всеки отдел е отделен по един етаж – първия за археолого-историческата, втория за геологическата и третия за етнографската сбирки. Основният фонд съдържа около 40 000 експоната. Към музея са регистрирани 179 археологически обекта, като от тях 19 са праисторически, 122 – антични и 37 – средновековни. Тридесет са регистрираните паметници на културата от национално значение.
Художествената галерия „Станка Димитрова“ в града съхранява стотици живописни платна, скулптури и пластики на български и чужди класици и съвременници. Най-старата запазена икона в Кърджали датира от XIII век.

### Библиотеки и читалища
- Регионална библиотека „Н.Й.Вапцаров“
- Читалище „Юмер Лютфи“
- Читалище „Обединение“
- Читалище „Родопски фар“ – кв. Гледка

### Редовни събития
Празникът на града е 21 октомври. На тази дата през 1912 г. Кърджали е присъединен към територията на България (дотогава е бил в пределите на Османската империя). Смята се, че градът е присъединен точно в 12 часа по обяд и по тази причина градският часовник свири „Велик е нашият войник“ преди да удари 12 пъти (на всеки кръгъл час свири български възрожденски песни).

## Забележителности
В Кърджали се намират две забележителности от Стоте национални туристически обекта на Български туристически съюз: Регионалният исторически музей и Перперек/Перперикон. Печатът е в Туристическо дружество „Кърджали“ и в Регионалния исторически музей. Възможности за нощувка: хижа „Боровица“, хижа „Млечино“, хижа „Бели брези“.

### Тракийски
- На 15 km североизточно от Кърджали се намира тракийското мегалитно светилище Перперек/Перперикон.[32] Извисява се на скален връх в Източните Родопи на кота 470 m. В подножието му се намира с. Горна крепост. Удобната речна долина е създала великолепни условия за живот от дълбока древност. По тази причина тя е осеяна с десетки археологически обекти от различни епохи, чийто естествен център се явява Перперек.
- Близо до с. Татул се намира скална гробница.
- Тракийското светилище Орлови скали – скалните ниши са култови места, в които траките са полагали урните на своите починали събратя.

### Крепости
- Средновековна крепост Шеста крепост (586.7 м) над село Широко поле – Моняк/Мъняк;
- Тракийска крепост, върху възвишението „Каменен харман“, на 2 км югозападно от село Вишеград;
- Средновековна крепост, на 50 м северозападно от село Вишеград.
- Тракийската крепост над село Иванци;
- Тракийска крепост и скални ниши до село Лисиците;
- Тракийска крепост, върху възвишението „Каменен харман“, на 2 км югозападно от село Вишеград
- Крепост „Устра“.

### Храмове и манастири
- Кърджалийски манастир с черква „Свети Йоан Предтеча“[32] е бил средновековен укрепен с крепостна стена и кули манастирски комплекс с триконхална и триапсидна черква, с корени в IV – VII век, развит до XIV век. Реставриран е през 2000 г. Към него проявяват интерес не само историци, реставратори и археолози, но и многобройни туристи от страната и чужбина.
- Манастирски комплекс Успение Богородично е уникално духовно средище. Реставрирано и достроено от отец Боян Саръев.

### Водното огледало
- Съоръжението представлява изкуствен канал по река Арда в частта, преминаваща през града. Започва малко след стената на язовир „Кърджали“ и завършва с бент преди Ардински мост. Основната функция на съоръжението е да провежда големи количества вода при аварийно източване на язовир Кърджали, без да бъдат нанесени щети на хората и сградите. Освен за защита от наводнения, изкуственото езеро се използва от любителите на водни спортове, а терените край реката са превърнати в паркове и зони за отдих.

### Природни
- Близо до града се намират скални образувания, известни като Каменна сватба и Каменни гъби.
- На територията на община Кърджали се намира и резерватът на редки растения „Вълчи дол“, находищата на уникалното цвете силивряк или „Орфеево цвете“, на снежното кокиче, червения божур, дървовидната синя хвойна и др. Стара легенда разказва, че силиврякът е роден от кръвта на митичния певец Орфей.
- Животворна, според някой и чудодейна вода, извира веднъж годишно в нощта на 5 срещу 6 май от стръмна скала в митичната местност Дамбалъ над село Груево, на около 25 km южно от Кърджали. В съдбовната нощ стотици вярващи в чудото търсят изцеление в лековития извор.
- Най-голямото на Балкански полуостров естествено находище на бели брези, на 26 km от Кърджали по пътя за Ардино.
- Пещера Утробата е дооформена от човешка ръка с форма на утроба, с олтар, в който слънчевият лъч достига в деня на пролетното равноденствие. Свещеният брак между скалата и Слънцето олицетворява възраждането на живота.

### Архитектурни
- Язовирната стена е единствената по рода си дъговидна стена на Балкански полуостров и една от малкото в света, които се извисяват над самия град.
- Сградата на кметството
- Дяволският мост е най-големият и величествен родопски мост. Той е истински шедьовър на строителството от Средновековието. Когато човек застане под него, се смайва от огромните му размери и изключително елегантните му и симетрични форми. Под него минава река Арда, която образува изключително красив каньон с големи меандри. Пролетта, когато се топят снеговете, нивото на реката се покачва с 5 – 6 m, а дебитът ѝ достига над 2600 m³/s. Въпреки това Дяволският мост удържа на водната стихия над 300 години.

## Спорт
Кърджали има добри традиции в спорта. Дълги години всички спортове са обединени в общо спортно дружество – ДФС Арда (Кърджали). Добре са развити както колективните (футбол, баскетбол, волейбол, водна топка), така и индивидуалните (борба, бокс, вдигане на тежести, бадминтон). Кърджали разполага също и с добре поддържан мотополигон, пригоден основно за състезания по мотокрос. Местоположението на Кърджали обуславя и развитието на водните и водомоторни спортове. Гребната база на язовир „Кърджали“ е сред най-добрите в страната и се използва за подготовка от националните отбори.
Кърджали е най-добре представен в спортовете волейбол и футбол. Представителните отбори са ВК Арда (Кърджали) и ФК Арда (Кърджали), които са наследници на някогашните клубове, съставящи ДФС Арда (Кърджали). В последните години се забелязва възвръщане на интереса и към други, традиционни за региона спортове, като бокс, водна топка, баскетбол.
Кану-каяк е един от спортовете с постоянен успех на национално и международно ниво. От 1974 г. Христо Чрфтеев започва тренировки и скоро постига успехи. Янко Мандаджиев е участник на световни първенства и многократен държавен шампион. Манол Манолов, Пламен Петков, Румен Мандаджиев са също участници и шампиони. От следващо поколение е Димитър Иванов – многократен държавен шампион, участник на световни първенства с най-добър резултат 6-о място на К2 1000 м през 2001 г. Участник на две олимпиади през 1996 г. В Атланта (резерва) и 2000 г. В Сидни на К2 1000 м с друг кърджалиец, Мариан Димитров, се класират на 16-о място.
Основните спортни съоръжения са:
- Стадион „Дружба“
- Стадион „Горубсо“
- Спортна зала „Арпезос“
- Плувен комплекс „Арпезос“
- Мотополигон край село Сипей
- Арена „Спартак“ (Спортната площадка)
- Гребна база на яз. „Кърджали“

## Личности

### Родени в Кърджали
- Екатерина Ванкова (1915 – 1976), певица на стари градски песни
- Вася Попова (р. 1989), певица
- Георги Георгиев (1930 – 1980), ветроходец
- Таня Гогова (р. 1950), волейболистка
- Мариян Димитров (р. 1972), гребец
- Мюмюн Кашмер (р. 1962), бивш футболист и мениджър
- Давид Овадия (1923 – 1995), поет
- Иво Папазов (р. 1952), кларинетист
- Нешко Нешев (р. 1964), виртуозен кларинетист и композитор
- Здравко Желязков от дует Ритон, поп певец, (р. 1953)
- Мария Бояджиева – Луизова, виден български музиковед, гл.ас. и преподавател по история на българската музикална култура в Академия за музикално и танцово изкуство – Пловдив
- Шибил Пейчев (р. 1965), футболист
- Тодор Симеонов (р. 1976), футболист
- Параскева Симова (р. 1920), физик
- Мехмед Талат паша (1872 – 1921), османски политик, младотурчин
- Иван Тончев (р. 1973), футболист
- Тахсин Йозгюч (1916 – 2005), турски археолог
- проф. Хикмет Мехмедов (р. 1950), хореограф-балетист
- Николай Ташев (р. 1974) ветроходство-многократен републикански шампион в различни класове както и участник на световни и европейски първенства.
- Александър Гребенаров – български историк, председател на Македонския научен институт.
- Димитър Иванов – (р. 1975) спортист по кану-каяк, олимпиец
- Радослав Апостолов – (р. 1986) автор на книги-игри и лауреат на наградата Златна никса.

### Починали в Кърджали
- Димитър Маджаров (1882 – 1949), български революционер
- Илко Димитров (1889 – 1988), български революционер и етнограф
- Мара Михайлова (1901 – 1989), българска журналистка
- Пандо Сидов (1878 – 1933), български революционер
- Никола Поповски (ок. 1876 – 1922), български предприемач

### Други
- Валентин Иванов (р. 1967), астроном, завършва гимназия през 1985
- Младен Киселов (1943 – 2012), режисьор, работи в града през 1968 – 1970
- Боян Саръев (1956 – 2023), свещеник, работи в града от 90-те години
- Георги Танев (р. 1943), политик, първи секретар на ОК на БКП през 1981 – 1987
- Николай Павлов, писател, поет и драматург

## Галерия
- Художествена галерия „Станка Димитрова“, сградата е строена в средата на XIX век, бивш османски конак
- Улица „Републиканска“ (старата главна)
- Водното огледало на река Арда